# Gérard Buquet
Gérard Buquet (Anzin, 1954) è un compositore e musicista francese.
Attualmente è considerato uno dei tubisti più importanti nel settore della Musica contemporanea ed ha sviluppato varie tecniche su questo strumento.

Buquet possiede l'unico trombone contrabbasso con due campane che sia mai stato costruito.

## Carriera
Ha studiato la tuba al Conservatoire National Supérieur de Paris, e in seguito ha studiato composizione da Claude Ballif e Franco Donatoni. È stato strumentista dell'Orchestre de Paris, dell'Orchestre national de France e dell'Orchestre Philharmonique de Radio France.
Dal 1976 al 2001 è stato il tubista dell'Ensemble InterContemporain.

## Composizioni
- 1997: Zwischen
- 2001: Adverb
- 2005: Les danses du temps
- 2006: Surimpressions